# Felix von Königsdorff
Felix Silvius Ferdinand von Königsdorff (ur. 24 września 1835 w Ślęzie, zm. 24 lutego 1924 w Kassel) – właściciel ziemski, polityk i przedsiębiorca niemiecki, twórca uzdrowiska w Jastrzębiu-Zdroju.

## Życiorys
Urodził się jako syn Felixa Ludwiga von Königsdorffa (1791–1836) i Henrietty Margarethy Luisy von Pritzelwitz-Machnitzky (1798–1864).
Felix von Königsdorff kupił Jastrzębie Dolne i Centnerowiec w marcu 1861 roku i wybudował tam łazienki, Dom Zdrojowy, cztery kabiny do kąpieli oraz pijalnię solanki doprowadzanej bezpośrednio ze źródła. W sierpniu 1868 sprzedał dobra Jastrzębia Dolnego oraz zdrojowisko wrocławskiej spółce akcyjnej.
W latach 1873–1879 był członkiem Pruskiej Izby Reprezentantów.
Był żonaty z Pauliną Freiin von Dalwigk-Lichtenfels (1835–1919), z którą miał córkę i trzech synów.